# Krími-hegység

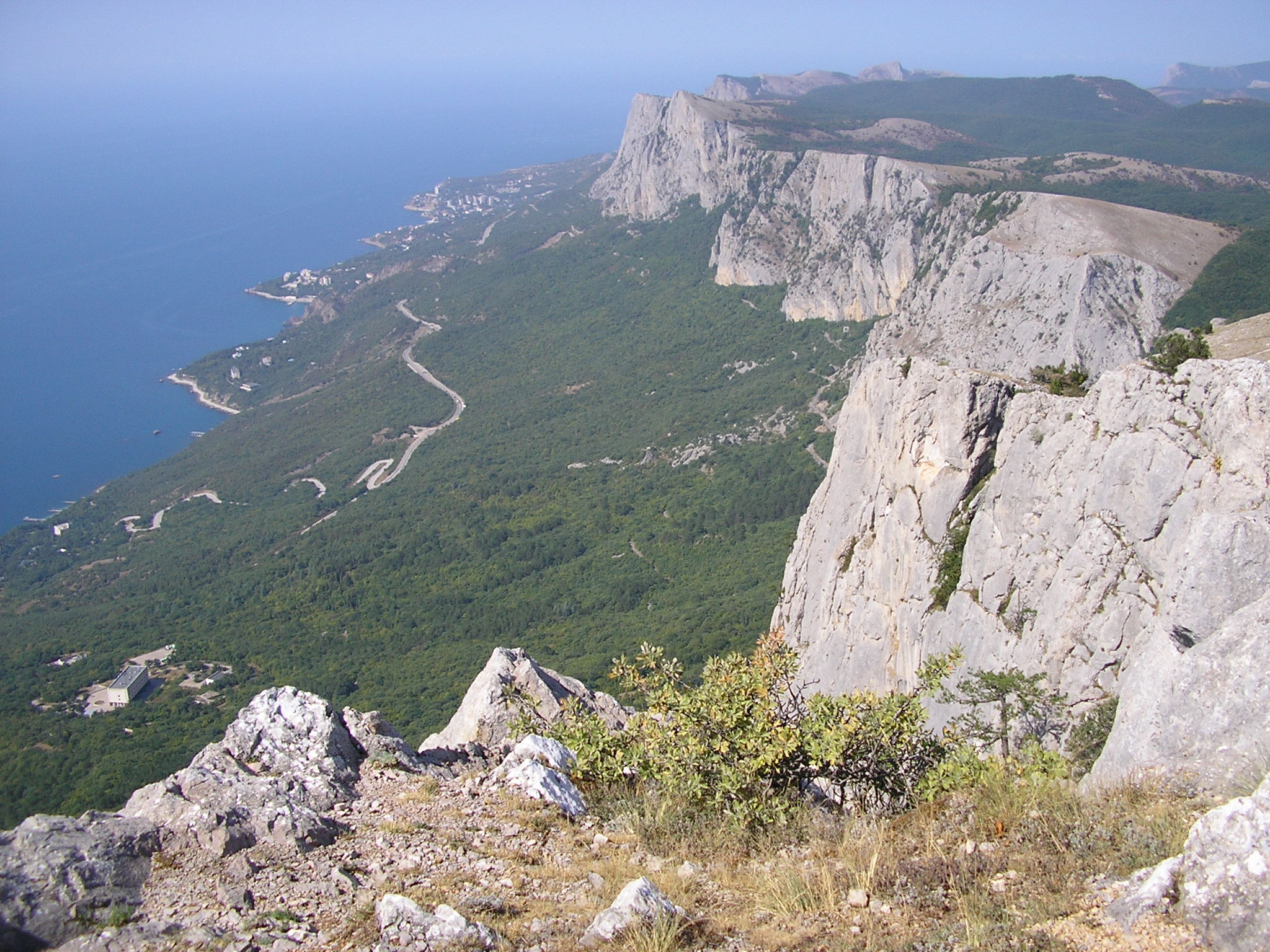
Az Aj-petri Jajla

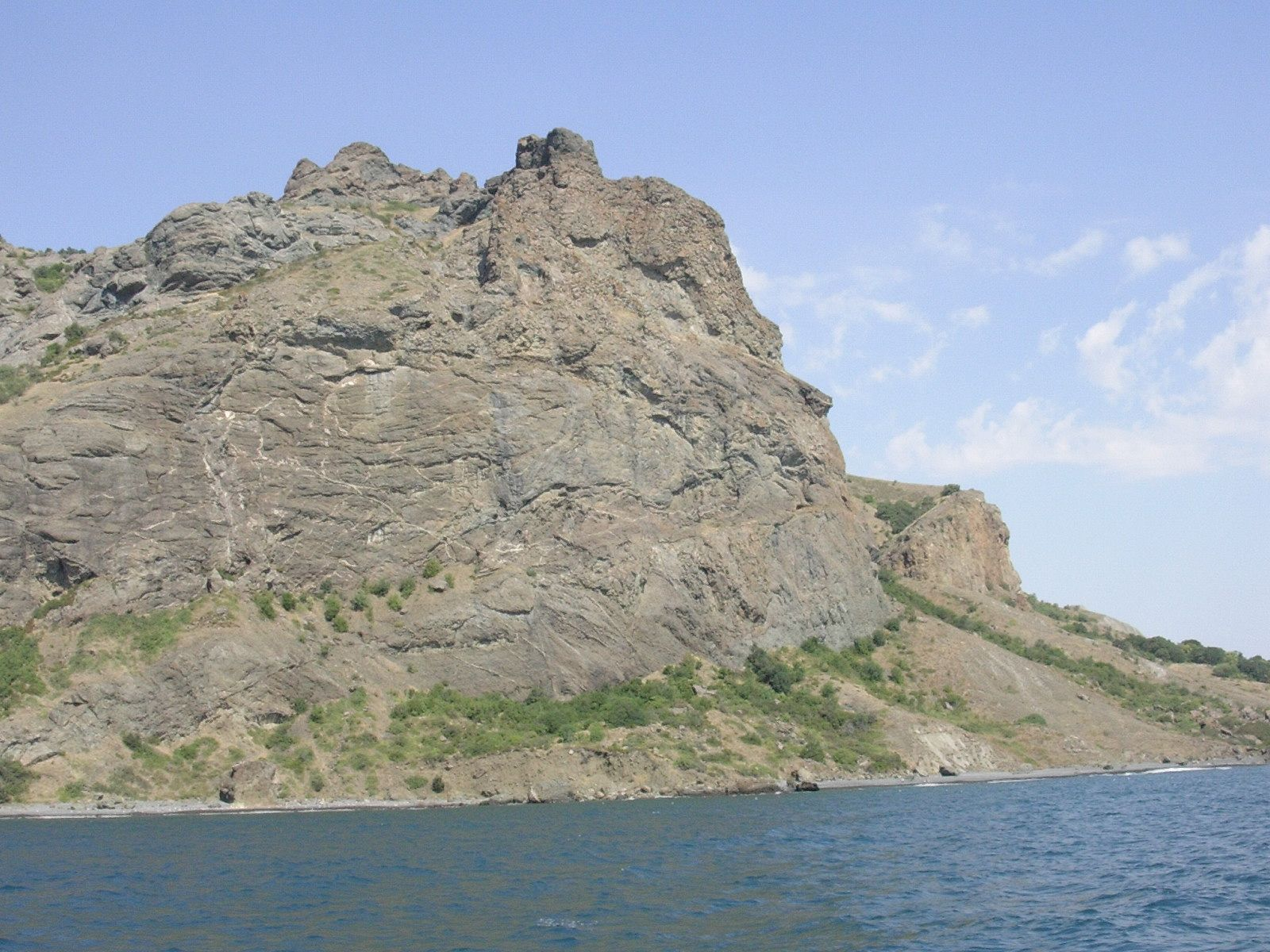
Karadag- a tenger felől nézve

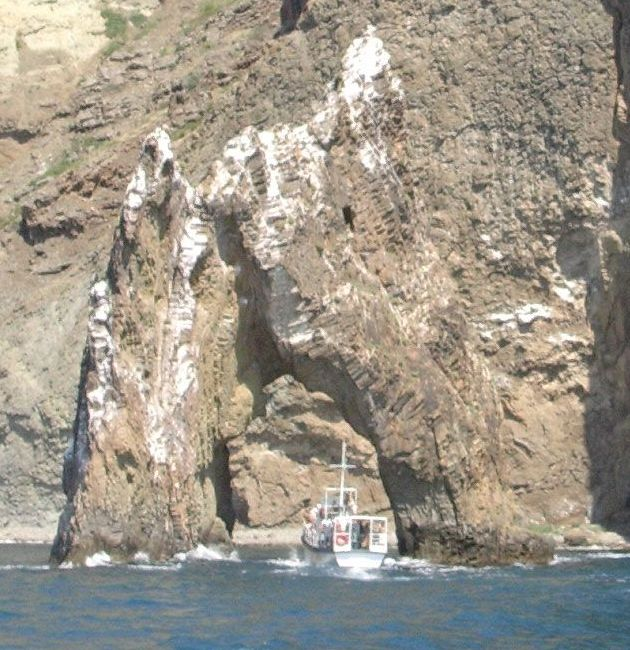
Az Arany kapu, egy szikla a tengerben Karadag előtt

A Krími-hegység (ukránul: Кримські гори, Krimszki gori) a Krím félsziget déli részén húzódik a Herszonesz-foktól nyugaton az Illi-fokig keleten. A hegyvidék hossza 150 km, szélessége középső részén 50-60 km. Legmagasabb pontja a Roman-Kos-hegy (1545 m). A hegység része a megantiklinórium északi részének, amelynek déli része a Fekete-tenger szintje alá süllyedt. A Hegyvidéki Krím domborzatának felépítésére kihatással vannak a tektonikus folyamatok, a kőzetek rétegződése és az exogén folyamatok.

## Természetföldrajzi öveződés
A természetvilági különbségeket a természet-földrajzi területek határain belül a geológiai-geomorfológiai felépítés és a magassági övek elhelyezkedése határozza meg. Ezek alapján a hegyvidéki Krímen három természetföldrajzi területet különböztetünk meg:
- Előhegység
- Fő hegyvonulat területe
- Krím déli partvidéke

### Előhegység
Az előhegyi erdőssztyeppei terület kiterjed a belső és a külső kueszta vonulatra és a vonulatok között húzódó bemélyedésekre. Az előhegyek éghajlata félig aszályos, meleg, a telek enyhék. A talajtakaró vegyes összetételű. Errefelé a legelterjedtebbek az előhegyi csernozjomok és a gyepes-meszes talajok, délnyugaton barna talajok is előfordulnak. A legfontosabbak a kuesztás sztyeppéi területek, amelyeket az ember mezőgazdasági művelés alá vont (napjainkban itt szőlőt termesztenek), valamint a kuesztás erdőssztyeppei, erdei kuesztás területek. A leginkább hasznosítottak a vonulatok közötti lankás, dimbes-dombos bozótos sztyeppéi tájak. Itt található a települések többsége, van vasút és műút. A Belső-vonulatban akadnak még alacsonyhegyi erdei tájak, a folyóvölgyekben pedig völgyi-teraszos tájak.

### A fő hegyi-réti-erdei vonulat
E terület nevében jól megmutatkoznak legfontosabb tájbeli sajátosságai: az erdei és a réti komplexumok túlsúlya. A Fő-vonulat különböző részeinek éghajlati sajátosságai eltérőek. E sajátosságok és a nyugat-keleti irányban változó domborzat határozta meg a tájak sokszínűségét. Az éghajlat egészében véve az alacsony hegységben található mérsékelten forró félig nedvestől a nyugati jajlák hűvös, rendkívül csapadékos éghajlatáig váltakozik. Valamennyi táj alacsonyhegyire, középhegyire és jajlai tájakra tagolódik. Az alacsony- és a középhegyekben vegyes összetételű erdőket találunk. A faállomány összetételét a lejtők fekvésének iránya, elhelyezkedése szabja meg. Leggyakrabban tölgyesekkel, jegenyefenyő-tölgyerdőkkel, erdei fenyvesekkel, bükk-gyertyánosokkal találkozhatunk.

### Krím déli partvidéke
A krími déli partvidéki szubtrópusi mediterráneum mint természeti terület egybeesik a Fő-vonulat déli oldalának tengermelléki tájövével. A terület domborzatában a mély folyóvölgyek, vízmosások és horhosok által tagolt alacsonyhegység dominál. Az éghajlat a mediterrán éghajlattípus jegyeit viseli magán: nyugaton forró száraz, a tél mérsékelten meleg, keleten nagyon száraz, a tél pedig nagyon enyhe. A leggyakrabban előforduló tájak sziklásak. A terület legfontosabb tájai az alacsonyhegységek, a ritkás erdők reliktum jegenye fenyvesekkel – erdei fenyvesekkel, a csuszamlásos alacsonyhegységek jegenyefenyvesekkel-tölgyesekkel, a lejtős, erősen tagolt alacsonyhegységek ritkás jegenyefenyő-erdőkkel és tölgyes-pisztáciás bozótossal a teraszos kiképzésű, lejtős síkságok és alacsonyhegységi vonulatok ürömmel és pázsitfűfélékkel benőtt és árvalányhajas, csenkeszes sztyeppekkel. Sajátságos tájak alakultak ki az Aju-Dag, a Kasztéi és más lakkolit hegyek határain belül, ahol főleg lomblevelű erdők és tölgyes szárazságtűrő bozótosok nőnek örökzöld aljnövényzettel. Jellegzetes külső képet mutatnak a vulkanikus tengermellék alacsonyhegységi tájai, az olyanok, mint például a Kara-Dag, ahol ritkás tölgyesek és sztyeppék találhatók.
A különleges éghajlati feltételek lehetővé teszik, hogy e természeti területen illóolajtartalmú növényeket, egyebek mellett rózsát, levendulát, zsályát, valamint kiváló minőségű szőlőt termesszenek. A gyógyhatású éghajlatnak, a festői szépségű hegyeknek, a meleg tengernek, az egzotikus növényeknek köszönhetően e vidéket régóta gyógyító erejű helynek és az aktív rekreációs tevékenység vidékének tekintik. Nagyon sok táj megváltozott, egyesek teljesen átalakultak az antropogén tevékenység hatására.

## Természetvédelmi területek
A Krím természetének gazdasági hasznosítása következtében számottevő mértékben megváltozik a talaj, a növényzet, az erdei vadak életkörülményei. A természetes tájakat felváltják az antropogén tájak. Valamennyi természeti komponens és természeti komplexum védelemre és észszerű módon történő hasznosításra szorul. Ennek érdekében a krími hegyvidéken közel 120 természetvédelmi területet hoztak létre, amelyek megtalálhatóak mindhárom természeti területen.
Az előhegységben csaknem 30 természeti objektumot nyilvánítottak védetté. Találunk közöttük 12 tölgyligetet, a Mangul-Kale maradványhegyet, a Belbek- és a Kacsini-kanyont, néhány olyan barlangot, amelyek egykoron a paleolitikumban élt ember lakhelyéül szolgáltak stb. A Fő-vonulat védett tájai között mintaként szolgálhat a Jaltai Hegyi Erdei Védett Terület, a Krími Nagykanyon Ideiglenesen Védett Terület, az Aj-Petrin található védett bükkligetek stb.
A déli partvidéken a jelentős természeti emlékek közé tartozik a Martyan-fok és a Kara-Dag Védett Terület. Ezenkívül védelem alatt áll még 27 táj és 15 partszakasz. E területen az ember és a természet harmonikus együttélésének kiváló példájául szolgálnak a több mint 1000 ha kiterjedésű parkok, amelyek közül tizenhetet a parképítő művészet emlékévé nyilvánítottak.